# Seznam ruskih dramatikov
Seznam ruskih dramatikov in gledališčnikov (gledaliških režiserjev)

## A
- Aleksander Nikolajevič Afinogenov (1904 – 1941)
- Anatolij Georgijevič Aleksin (1924 – 2017)
- Leonid Nikolajevič Andrejev (1871 – 1919)
- Aleksandr Annenski (1950 – 2021)
- Aleksej Nikolajevič Arbuzov (1908 – 1986)
- Arkadij Averčenko (1881 – 1925)

## B
- Nikolaj Baturin (1936 –) (Estonija)
- Vasilij Ivanovič Belov (1932 – 2012)
- Nina Nikolajevna Berberova (1901 – 1993)
- Pjotr Dmitrijevič Boborikin (1836 – 1921)
- Ipolit Fjodorovič Bogdanovič (1774 – 1803)
- Valerij Jakovljevič Brjusov (1873 – 1924)
- Josip Aleksandrovič Brodski (1940 – 1996)
- Mihail Afanasjevič Bulgakov (1891 – 1940)
- Ivan Aleksejevič Bunin (1870 – 1953)

## Č
- Joseph Chaikin (Čajkin) (1935 – 2003) (američan ruskega rodu)
- Modest Iljič Čajkovski
- Anton Pavlovič Čehov (1860 – 1904)

## D
- Denis Vasiljevič Davidov (1784 – 1839)
- Vladimir Nikolajevič Davidov (1849 – 1925) (režiser, gledališki pedagog)
- Aleksej Denisovič Dikij (1889 – 1955) (gledališki režiser, igralec)

## E
- Jurij Sergejevič Entin (1935 -)
- Anatolij Efros (1925 – 1987) (režiser)
- Nikolaj Robertovič Erdman (1900 – 1970)
- Nikolaj Evreinov (gl. Jevrejinov)

## F
- Pjotr Fomenko (1931 – 2012) (režiser)
- Denis Ivanovič Fonvizin (1744 – 1792)
- Olga Dmitrijevna Forš (1873 – 1961) ?

## G
- Aleksandr Galič (prv. Ginzburg) (1919 – 1977)
- Zinaida Gippius
- Andrej Aleksandrovič Gončarov (1918 – 2001) (režiser)
- Boris Gorbatov (1908 – 1954)
- Ivan Fjodorovič Gorbunov (1831—1896) (igralec, utemeljitelj ruskega literarnega gledališča)
- Fridrih Naumovič Gorenštejn (1932 – 2002)
- Grigorij (Izrailevič) Gorin (1940 – 2000)
- Maksim Gorki (1868 – 1936)
- Aleksander Sergejevič Gribojedov (1795 – 1825)
- Apollon Grigorjev (1822 – 1864)
- Anatolij Gunicki
- Jelena Guro (- Matjušina) (1877 – 1913)

## H
- Arkadij Josifovič Hajt (1938 – 2000) (komediograf)
- Velimir Vladimirovič Hlebnikov (1885 – 1922)
- Nikolaj Ivanovič Hohlov (1891 – 1953)
- Ivan Hrustaljov

## I
- Vjačeslav Ivanov (1866 – 1949)

## J
- Nikolaj Jevrejinov (Evreinov) (1879 – 1953) (tudi režiser)
- Anatolij Borisovič Jurkin (1963 –)

## K
- Galiaskar Kamal (Ğäliäsğar Kamal) (1879 – 1933) (Tatar)
- Ivan Karpenko Kari (1845 – 1907) (Ukrajinec)
- Vasilij Vasiljevič Kapnist
- Valentin Petrovič Katajev (1897 – 1986)
- Emmanuil Genrihovič Kazakjevič (1913 – 1962)
- Platon Mihajlovič Keržencev (pr.pr. Lebedjev, psevd. V. Keržencev) (1881 – 1940)
- Vladimir Mihajlovič Kiršon (1902 – 1938)
- Fjodor Fjodorovich Komissarževski (1882 – 1954) (režiser)
- Aleksandr Jevdokimovič Kornejčuk (1905 – 1972) (Oleksandr Korniychuk - ukrajinsko-sovjetski)
- Jevgenij Antonovič Kozlovski (1946 –)
- Ivan Andrejevič Krilov (1769 – 1844)

## L
- Boris Andrejevič Lavrenjov (1891 – 1959)
- Leonid Leonidov (1873–1941) (režiser, igralec)
- Leonid Maksimovič Leonov (1899 – 1994)
- Nikolaj Leskov
- Jurij Ljubimov (1917 – 2014) (igralec, režiser, gledališčnik - Taganka)
- Anatolij Vasiljevič Lunačarski (1875 – 1933)
- Lev Lunc

## M
- Vladimir Vladimirovič Majakovski
- Anatolij Borisovič Marienhof
- Samuil Jakovljevič Maršak (1887 – 1964)
- Lev Aleksandrovič Mej (1822 – 1862)
- Vsevolod Emilijevič Mejerhold (1874 – 1940) (gledališčnik, režiser)
- Viktor Ivanovič Merežko (1937 – 2022) (dramatik, scenarist, režiser, igralec..)
- Sergej Mihalkov (1913 – 2009)
- Jelena Miramova (1901– 1992)

## N
- Vladimir Ivanovič Nemirovič-Dančenko (1854 – 1943) (gledališki režiser in dramatik)
- Pavel Filippovič Nilin (1908 – 1981)
- Nikolaj Nikolajevič Nosov (1908 – 1976)

## O
- Sergej Obrazcov (1901 – 1992) (lutkar, režiser); Aleksej Obrazcov - režiser
- Nikolaj Ohlopkov (1900 – 1967) (režiser)
- Aleksander Nikolajevič Ostrovski (1823 – 1886)
- Vladislav Aleksandrovič Ozerov

## P
- Vera Fjodorovna Panova
- Ljudmila Stefanovna Petruševska(ja) (1938 –)
- Andrej Platonov (1899 – 1951)
- Valentin Pluček (1909 – 2002) (režiser)
- Nikolaj Pokrovski (1896 – 1961) (režiser)
- Oleg in Vladimir Presnjakov
- Aleksander Sergejevič Puškin

## R
- Sergej Radlov (1892 – 1958)
- Edvard Stanislavovič Radzinski (1936 –)
- Vladimir Emanujilovič Recepter (1935 –) (režiser, igralec)
- Natalija Rjazanceva (1938 –) (scenaristka)
- Konstantin Konstantinovič Romanov (1858 – 1915)
- Boris Sergejevič Romašov (1895 – 1958) (tudi režiser)
- Mihail Mihajlovič Roščin (prv. Gibelman) (1933 – 2010)
- Viktor Rozov (1913 – 2004)
- Mark Rozovski (1937 –)

## S
- Konstantin Simonov (1915 – 1979)
- Leonid Vasiljevič Solovjov (1906 – 1962)
- Vladimir A. Solovjov (1907 – 1978)
- Nikolaj Stankevič (1813 – 1840)
- Konstantin Stanislavski (1863 – 1938) (režiser, pedagog)
- Aleksandr Vasiljevič Suhovo-Kobilin (1817 – 1903)
- Aleksander Petrovič Sumarokov (1718 – 1777)

## Š
- Lev Romanovič Šejnin  (1906 – 1967)
- Jevgenij Lvovič Švarc (1896 – 1958)

## T
- Oleg Tabakov (1935 – 2018) (igralec, gledališčnik)
- Aleksander Tairov (1885 – 1950) (režiser)
- Aleksej Konstantinovič Tolstoj (1817 – 1875)
- Lev Nikolajevič Tolstoj ?
- Georgij Tovstonogov (1915 – 1989) (režiser)
- Aleksandr Tvardovski

## V
- Jevgenij Bagrationovič Vahtangov (1883 – 1922) (igralec, režiser)
- (Arkadij Vaksberg 1927 – 2011)
- Aleksander Vampilov (1937 – 1972)
- Anatolij Vasiljev (režiser)
- Boris Iljič Veršilov (Vesterman) (1893 – 1957) (gledališčnik)

- Aleksej Nikolajevič Veselovski (1843 – 1918) (teatrolog)
- Ivan Viripajev (1974 –)
- Nikolaj Virta (pravo ime Karelski) (1906 – 1976) (teoretik)
- Vsevolod Vitaljevič Višnjevski (1900 – 1951)
- A. Volodin
- Andrej Voznesenski
- Aleksandr Ivanovič Vvedenski (1904 – 1941)

## Z
- Mihail Nikolajevič Zadornov (1948 – 2017)
- Mark Zaharov (1933 – 2019) (režiser)
- Boris Konstantinovič Zajcev (1881 – 1972)